# Simei Monteiro
Pour les articles homonymes, voir Monteiro (homonymie).
Simei Monteiro ou Simei Ferreira de Barros Monteiro (née le 28 décembre 1943 à Belém, État du Pará, Brésil), est une compositrice de chants religieux, poète et enseignante brésilienne. Plus spécifiquement, elle est liturgiste et hymnologue. Elle appartient à l’Église méthodiste du Brésil.

## Biographie
Simei Monteiro, née Shimei Ferreira de Barros, a grandi dans une famille où la musique était bien présente : son père aimait en particulier l'opéra et sa mère connaissait parfaitement le livre des cantiques, tous deux ont chanté dans le chœur de l'Église baptiste. Son oncle accordait le piano du Thetro da Paz à Belém et elle l’accompagnait pour assister à des concerts, elle pouvait jouer sur de vieux pianos chez cet oncle. Puis la famille déménage à Rio de Janeiro quand elle a 12 ans.
Simei Monteiro étudie la littérature, le français et le portugais à l’université, puis la musique sacrée pendant quatre ans au séminaire baptiste de Rio de Janeiro. Elle se passionne pour l’hymnologie, commence à traduire des cantiques et à écrire des poèmes. Par ailleurs elle étudie la musique brésilienne. De 1972 à 1974, à la suite de son mariage avec Jairo Monteiro (pasteur baptiste), elle étudie à Buenos Aires la musique et la théologie à l’Instituto Superior Evangélico de Educación Teológica. 
De retour au Brésil, elle fait partie du groupe qui publie le premier recueil de cantiques brésilien, A Nova Canção (Methodist Publishing House, São Paulo). Elle est professeur de liturgie et hymnologie à l'École de théologie de l'Université méthodiste de São Paulo (pt). En 1985, elle et son mari deviennent méthodistes.
Poursuivant ses études en parallèle, elle obtient un master en sciences des religions dans une université publique de São Paulo (UNESP). Sa thèse est publiée en 1991 sous le titre O Cântico da Vida (Le chant de la vie).
Un de ses sujets d’intérêt est l’éthique des droits d’auteur, leur implication sur la créativité, l’innovation et le partage des ressources telles que chants, prières, liturgies, au sein du mouvement œcuménique.

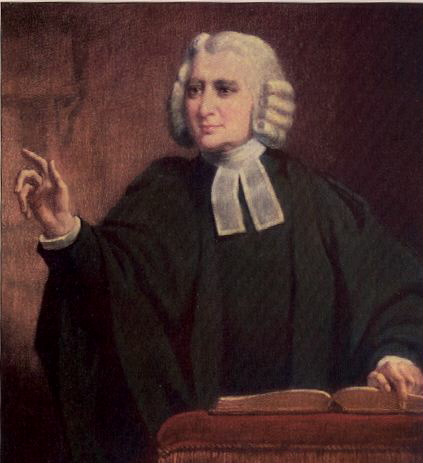
Charles Wesley.

Dès 2001 et jusqu’à sa retraite en 2009, elle est consultante pour le culte au Conseil œcuménique des Églises (COE) à Genève, en Suisse, en tant que missionnaire détachée de l'Église méthodiste unie.
Simei Monteiro travaille ensuite sur la traduction en portugais des hymnes de Charles Wesley (1707-1788, chef de file du mouvement méthodiste). Elle recrée les textes dans le contexte latino-américain selon un processus d’inculturation.

## Œuvres
Ses chansons et cantiques sont publiés dans des livres et recueils en particulier au Brésil, mais aussi ailleurs en Amérique latine, aux États-Unis, en Europe et en Asie. Ses cantiques sont traduits en anglais, espagnol, allemand, français, italien, suédois et finlandais.
- (en) God the travelling companion, prière[4]
- (es) Los que temen al Señor: ¡Alábenlo!, chant basé sur le psaume 22:23-25, 2015[5]

### Mélodies d’hymnes en portugais
Le portail luthérien lusophone indique une série d’hymnes dont les mélodies ont été composées par Simei Monteiro.
- Kyrie! Tem piedade de nós, ó Senhor (HPD 339, 1991)
- Ouve, Senhor, eu estou clamando (HPD 341, 1991)
- Se caminhar é preciso (HPD 432, 1985)
- Canto o novo canto da terra (HPD 433, 1984)
- Eu caminhava, tão só vivia (HPD 420, 1976)
- Aqui chegando, Senhor (HPD 330, 1972, paroles et musique)
- Aqui estamos, ó Senhor (HPD 331, 1971)

## Publications
Simei Monteiro a entre autres co-dirigé la publication de recueils de chants religieux.
- (pt + en) Simei Ferreira de Barros Monteiro (compilation, organisation et édition), Mil vozes para celebrar : Hinos de Charles Wesley Com hinos de John Wesley, Simei Monteiro, 2017, 309 p., e-book (lire en ligne)Contient 88 partitions ; 76 hymnes de Charles W. ; 7 hymnes de John W. – Les textes des hymnes sont donnés dans l’original anglais avec leurs traductions en portugais.

- (pt) Simei Monteiro (dir.) et Luiz Carlos Ramos (dir.), Mil vozes para celebrar : hinário Wesleyano, vol. 1 & 2, São Bernardo do Campo, Editeo, 2007, 176 p. (ISBN 978-85-88410-75-6) (Mille voix pour célébrer : hymnes Wesleyens)
- (en) Rebekah Chevalier, Fabio Botelho Josgrilberg, Simei Monteiro et al., Love to share : Intellectual Property Rights, Copyright, and Christian Churches, World Association for Christian Communication and the World Council of Churches, 2005, 58 p. (ISBN 978-2-8254-1519-1, présentation en ligne, lire en ligne [PDF]) (Aimer partager : Droits de propriété intellectuelle, droits d’auteur, et les Églises chrétiennes)
- (pt) Bárbara Hüfner (dir.) et Simei Monteiro (dir.), O que esta mulher está fazendo aqui?, São Bernardo do Campo, Editeo, coll. « Em busca da tradição perdida », 1992, 164 p. (Que donc fait cette femme ici?, théologie féministe)
- (pt) Simei Ferreira de Barros Monteiro, Conservacao, renovacao e libertacao : analise de conceitos fundamentais : expressos nos cânticos das igrejas evangélicas no Brasil, São Bernardo, 1990, 252 p. (Mémoire de Master, Institut méthodiste de l'enseignement supérieur, professeur Jaci Correia Maraschin)
- (pt) Jaci Maraschin et Simei Monteiro, A Canção do Senhor na Terra Brasileira, Sao Paulo, ASTE, 1982 (Le Chant du Seigneur en terre brésilienne)

## Sources
- (en) Werner Ewald, « Simei Monteiro », The Canterbury Dictionary of Hymnology, sur hymnology.hymnsam.co.uk, Canterbury Press, 2003 (consulté le 13 juin 2016).